# Jedlí
Jedlí és una localitat del districte de Šumperk a la regió d'Olomouc, República Txeca, amb una població calculada a principis de l'any 2018 de 680 habitants.
Es troba al centre-nord de la regió, a la zona oriental de les muntanyes Sudets i prop de la frontera amb Polònia i amb la regió de Pardubice.